# Groot windedikkopje
Het groot windedikkopje (Spialia phlomidis) is een vlinder uit de familie dikkopjes (Hesperiidae). De wetenschappelijke naam is voor het eerst geldig gepubliceerd in 1845 door Herrich-Schäffer.
De soort komt voor in Europa.